# Shikha Varma
Shikha Varma é uma cientista da área da física da matéria condensada experimental no Instituto de Física, Bhubaneswar. Suas áreas de interesse incluem a Ciência de Superfície, o Crescimento de Filmes Finos e Modelos de Crescimento em Estágios Iniciais, Estrutura Eletrônica/Estrutura de Bandas de filmes finos, Nanoestruturas e Nanopartículas, Modificações de Superfície com a Implantação Iônica, Deposição Assistida por Feixes de Íons.

## Educação
Shikha foi para IIT Kanpur, em 1982, para um cursar um mestrado. Ela se interessou por "métodos experimentais" no IIT e decidiu prosseguir a investigação no campo experimental. Ela terminou seu mestrado em 1984, e então concluiu o seu curso de doutorado na Syracuse University, nos EUA. No seu doutoradp, ela estudou a estrutura eletrônica e a estrutura de banda de filmes finos de mercúrio no substrato de prata, usando Espectroscopia de Fotoemissão Ultravioleta e Radiação Síncrotron.

## Carreira
Para trabalho de pós-doutorado, Shikha foi para a Case Western University, em Cleveland, e em seguida, para a Universidade de Wisconsin–Milwaukee, onde estudou espectroscopia de fotoemissão do nível do núcleo dos óxidos usando difração fotoeletrônica de raios X. Em 1993, ela foi para a Universidade da Califórnia-Santa Barbara, onde ela estudou as estruturas de pontos quânticos crescidas MBE e MOCVD por AFM e STM.
Shikha se juntou ao Instituto de Física, Bhubaneswar em 10 de outubro de 1994. Atualmente é professora de física no instituto.
Outros cargos que Shikha ocupou:
- Pesquisadora visitante, Química e Engenharia Nuclear, Universidade da Califórnia, Santa Barbara, (CA) EUA
- Docente Associado & Pesquisadora Associada, Ciência de Superfícies, Departamento de Física, Universidade de Wisconsin–Milwaukee, Milwaukee, (WI) EUA
- Pesquisadora Associada, Ciência de Superfícies, Departamento de Física, da Universidade Case Western Reserve, em Cleveland (OH), EUA[3]

## Publicações
- Lista completa[4]
- Seleção de publicações